# Hogeschool Van Hall Larenstein
Hogeschool Van Hall Larenstein (Engels: Van Hall Larenstein, University of Applied Sciences), vaak afgekort als HVHL, is een Nederlandse hogeschool met een vestiging in Leeuwarden en Velp (bij Arnhem). De hogeschool biedt bachelor- en masteropleidingen en daarnaast ook verschillende associate degrees en cursussen. Het onderwijs op Van Hall Larenstein heeft geen religieuze grondslag; de hogeschool valt onder het algemeen bijzonder onderwijs.

## Geschiedenis
Hogeschool Van Hall Larenstein is ontstaan uit een fusie in 2003–2005 tussen het Van Hall Instituut uit Leeuwarden en de Internationale Agrarische Hogeschool Larenstein uit Velp/Deventer.

### Van Hall Instituut

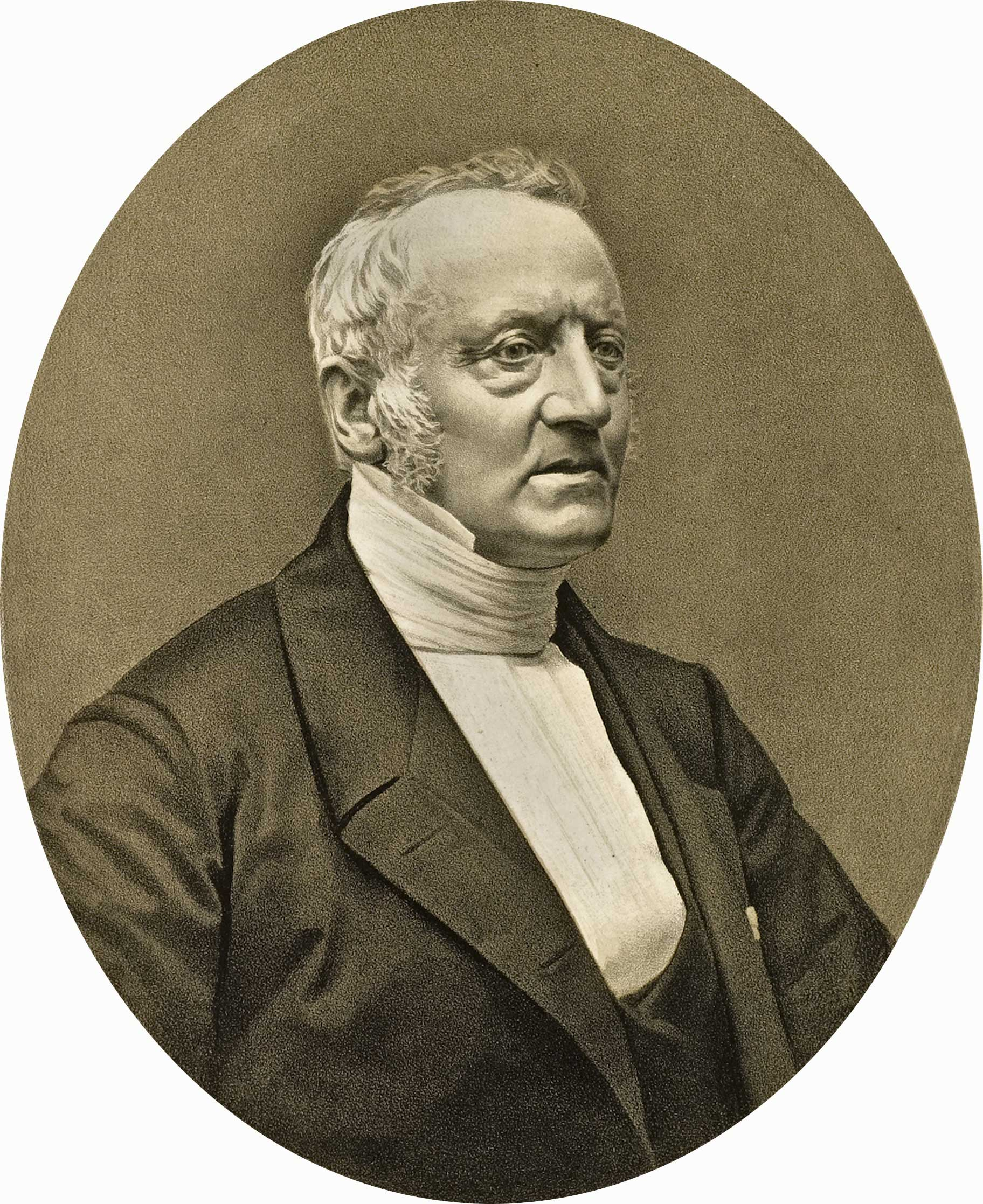
Portret van professor Van Hall (ca. 1870)

Het Van Hall Instituut (vernoemd naar professor Herman Christiaan van Hall), dat zichzelf ook wel de "Groene Hogeschool" noemde, was een agrarische hogeschool die ontstond uit een fusie van de twee onderstaande hogescholen uit Friesland en Groningen.
- Prof. H.C. van Hall Instituut

Het Prof. H.C. van Hall Instituut in Groningen was voorheen de Hogere Landbouwschool. Daarvoor droeg het kortstondig de naam Landhuishoudkundige School. De drie locaties die deze school toen had werden samengevoegd op één locatie in Leeuwarden. In Groningen bleef wel een locatie over voor alleen deeltijdopleidingen.
- Ahof (Agrarische Hogeschool Friesland)

De Ahof was al het resultaat van een fusie in 1986, tussen de Christelijke Hogere Landbouwschool uit Leeuwarden en de hogeschooltak van de in 1904 opgerichte Rijks Hogere en Middelbare School voor Levensmiddelentechnologie uit Bolsward (voor 1963 heette dit de Hogere Zuivelschool). De naam van deze voormalige hogeschool werd soms ook gestileerd als AHoF.

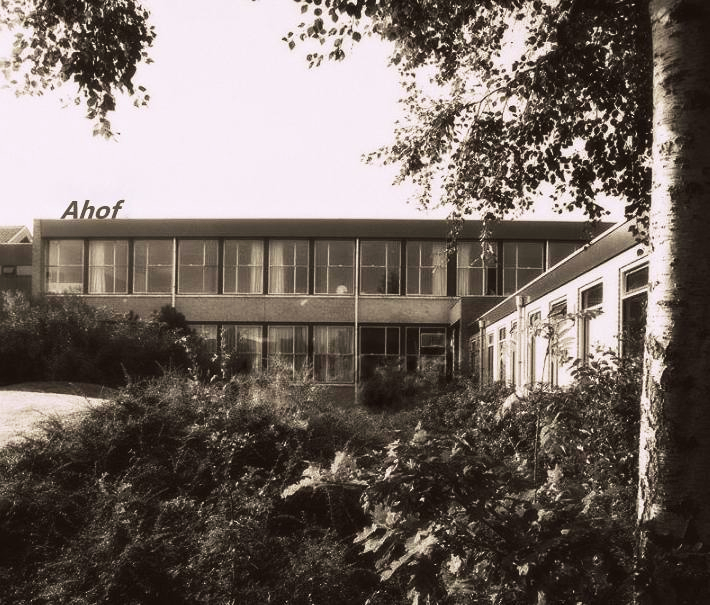
Schoolgebouw van de Ahof (Agrarische Hogeschool Friesland) te Leeuwarden.

De fusie tussen de Ahof en het Prof. H.C. van Hall Instituut was niet zozeer het gevolg van een eigen keuze, maar een uitvloeisel van een herenakkoord in het begin van de jaren negentig, tussen de toenmalige commissarissen van Friesland en Groningen (respectievelijk Hans Wiegel en Henk Vonhoff). Daarbij werd afgesproken dat Friesland het centrum voor het hbo in Noord-Nederland zou worden en Groningen het culturele centrum. Het Prof. H.C. van Hall Instituut verdween daardoor uit Groningen en Leeuwarden raakte zijn conservatorium kwijt.

### Hogeschool Larenstein
De Internationale Agrarische Hogeschool Larenstein (IAH Larenstein) was een hbo-instelling in Velp en Deventer. Het werd vernoemd naar het Velpse Landgoed Larenstein, waar de Bosbouw- en Cultuurtechnische School met een hbo- en een mbo-tak (vanaf 1975) gehuisvest was. De Internationale Agrarische Hogeschool Larenstein ontstond in 1988 uit een fusie tussen de vier onderstaande scholen.
- Hogere Bosbouw- en Cultuurtechnische School, afgekort HBCS (in Velp)
- Stova HLO-laboratoriumopleiding (in Wageningen)
- Rijks Hogere School voor Tuin- en Landschapsinrichting (in Boskoop)
- Rijks Hogere Landbouwschool (in Deventer)

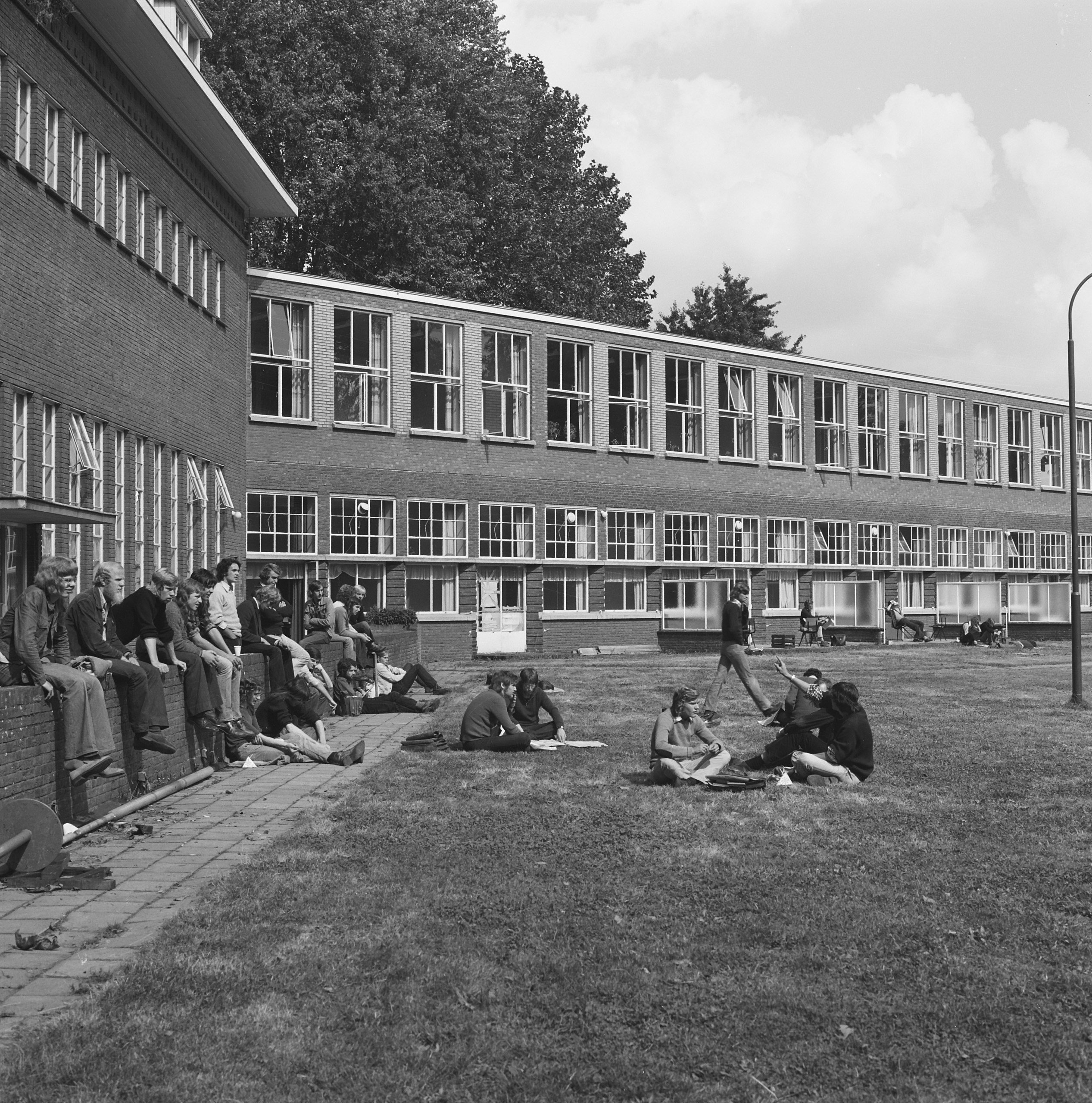
Hogere Bosbouw- en Cultuurtechnische School in Velp (augustus, 1974)

#### Rijks Hogere Landbouwschool
De Rijks Hogere Landbouwschool aan de Brinkgreverweg in Deventer werd op 16 september 1912 geopend door prins Hendrik van Mecklenburg-Schwerin, onder de naam Middelbare Koloniale Landbouwschool. Eerst was het cursuspakket vooral toegesneden op de plantages in Nederlands-Indië en de suikerindustrie. Hierdoor kreeg de school de bijnaam het 'Suikerschooltje'. Het schoolgebouw (een ontwerp van bouwmeester Christiaan Hendrik Holgen) heeft sinds 1999 een status als rijksmonument. Het ontwerp van het voormalig Koloniaal Landbouwmuseum (op de hoek van de Ceintuurbaan en de Veenweg) is van de Deventerse architect Maarten van Harte jr.

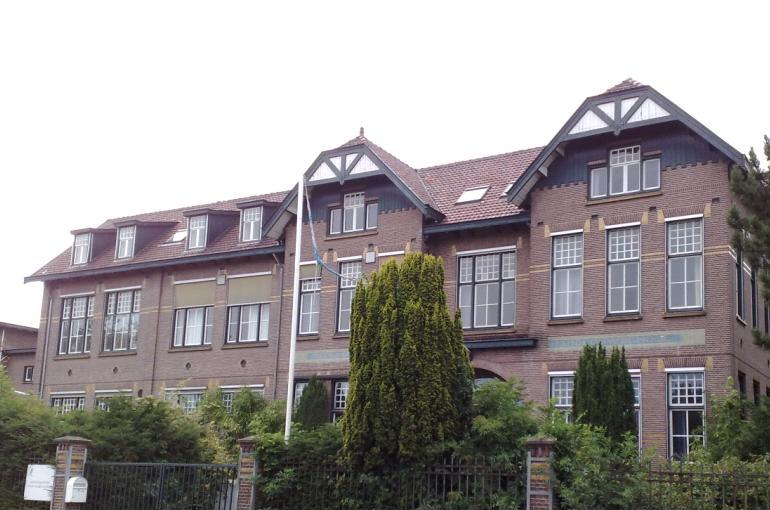
Gebouw van de voormalige Rijks Hogere Landbouwschool in Deventer (ook wel het 'Suikerschooltje' genoemd).

Tijdens de Tweede Wereldoorlog werd het schoolgebouw door de Duitse bezetter gebruikt en liep flinke schade op. Ook werd de toenmalige directeur door de Onderwijsinspectie verzocht om een groep studenten van de school te verwijderen en hun namen door te geven. Deze studenten hadden uit protest de Jodenster gedragen, terwijl zij geen Joden waren. De school heeft bovendien een groot aantal verzetsstrijders opgeleverd: zowel leerkrachten als studenten. Een van die studenten was Zeger van Boetzelaer. Een aantal studenten van de school kwam als verzetsstrijder om tijdens het Twentol-drama. De leraren Hendrik Uittien en Steven Bastiaans werden vanwege hun anti-Duitse houding op last van de bezetters ontslagen en uiteindelijk in Kamp Vught gefusilleerd.
Op 1 september 1957 veranderde de naam van de school in Rijks Hogere School voor Tropische Landbouw. De opleiding richtte zich meer op de internationale tropische landbouw. Vanaf 1961 kon naast de bestaande studierichting Tropische en Subtropische Landbouw ook Nederlandse Landbouw gevolgd worden. Een derde studierichting, Internationale Agrarische Handel, werd in 1987 geopend.

#### Fusie tot Hogeschool Larenstein
Na een fusie in 1988 bleven de locaties in Velp en Deventer over; de Boskoopse en Wageningse opleidingen werden naar Velp verhuisd. In de beginjaren na de fusie werd de naam 'Internationale Agrarische Hogeschool Larenstein' gebruikt. Later werd de naam Hogeschool Larenstein gebruikt.

De hogeschool stond bekend vanwege de in Nederland unieke opleidingen Land- en Watermanagement (LWM), Tuin- en Landschapsinrichting (T&L), Bos- en Natuurbeheer (BNB) en Tropische Landbouw (TL). De kleinere opleidingen Laboratoriumtechniek en Agropoductkunde waren ook in Velp gehuisvest. In Deventer zaten naast Tropische Landbouw ook nog de opleidingen Nederlandse Landbouw en Veeteelt (L&V) en Internationale Agrarische Handel (IAH) gehuisvest. 

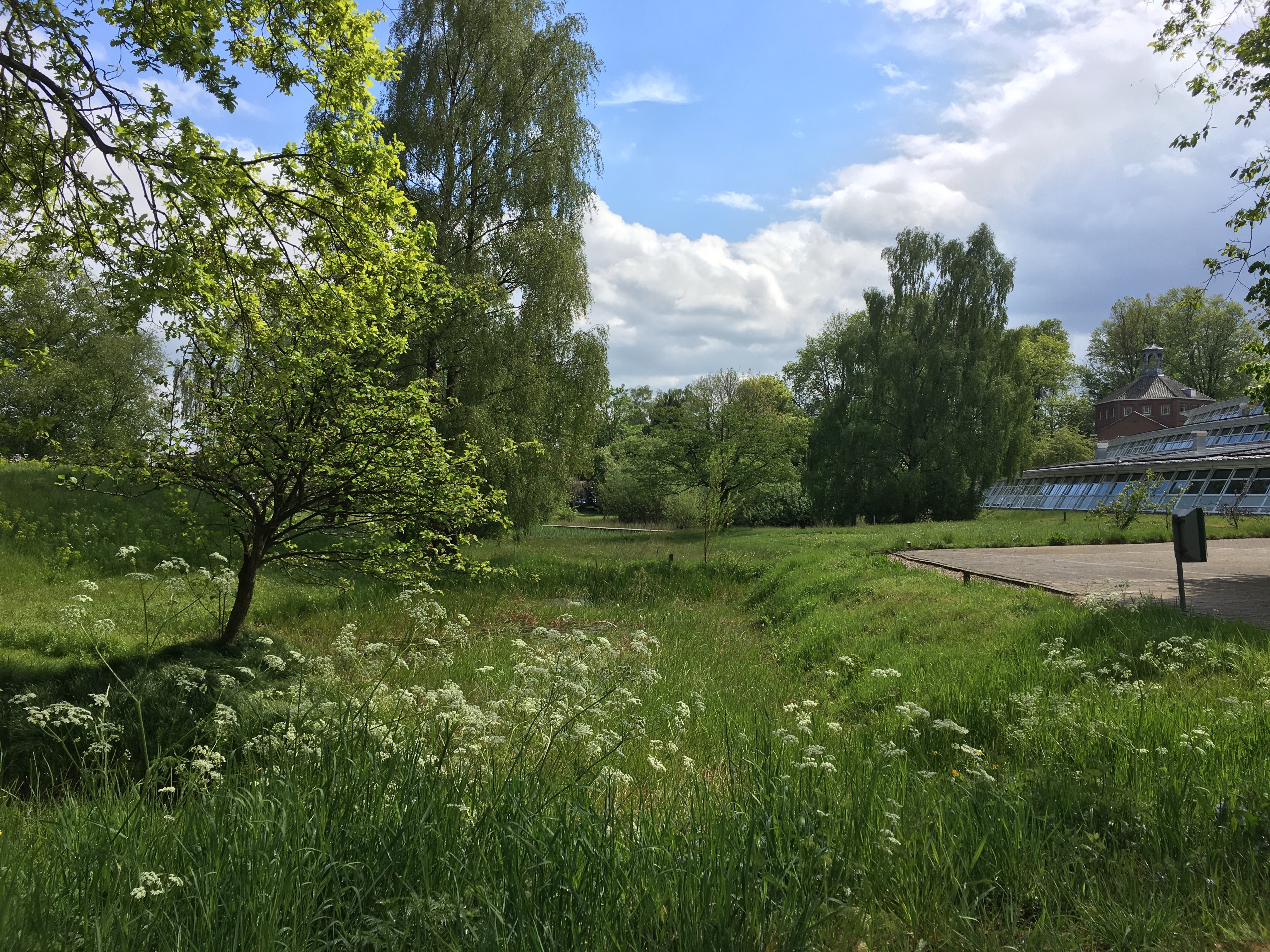
Heemtuin op het landgoed van de locatie van de hogeschool in Velp bij Arnhem.

Begin jaren negentig dreigde de locatie in Deventer opgeheven te worden. De studenten van de locatie in Deventer zouden dan naar Velp moeten gaan. De novelle Suiker van Roelof Willem Feijen (destijds lid van de medezeggenschapsraad) speelt zich af op het 'Suikerschooltje', met deze dreiging op de achtergrond. Uiteindelijk bleef de locatie bestaan totdat de fusie tot Hogeschool Van Hall Larenstein in 2006 plaatsvond.

### Fusie tot Hogeschool Van Hall Larenstein
Vanaf januari 2003 was er een bestuurlijke fusie tussen het Van Hall Instituut en Hogeschool Larenstein. Vanaf oktober 2005 werd de fusie doorgevoerd in alle lagen. Sindsdien draagt de school de naam Hogeschool Van Hall Larenstein. Veelal wordt de Engelse (internationale) naam van de hogeschool gebruikt: Van Hall Larenstein, University of Applied Sciences. In het officiële logo van de hogeschool wordt alleen de Engelse naam gebruikt.

### Samenwerking met Wageningen University & Research
De hogeschool werkte in de periode 2004–2012 administratief samen met Wageningen University & Research (WUR). In september 2006 werd de locatie in Deventer naar Wageningen verplaatst. Dit was een direct gevolg van het feit dat Hogeschool Van Hall Larenstein een onderdeel was geworden van Wageningen University & Research.
Een conflict over de leiding van de hogeschool door WUR en kosten die ze rekende voor geleverde diensten aan Van Hall Larenstein leidde tot een breuk in 2012. In de loop van 2015 is Hogeschool Van Hall Larenstein volledig gescheiden van Wageningen University & Research. Daarbij hebben de studenten en medewerkers van Van Hall Larenstein uit Wageningen hun intrek genomen op de locatie in Velp.

## Bekende alumni

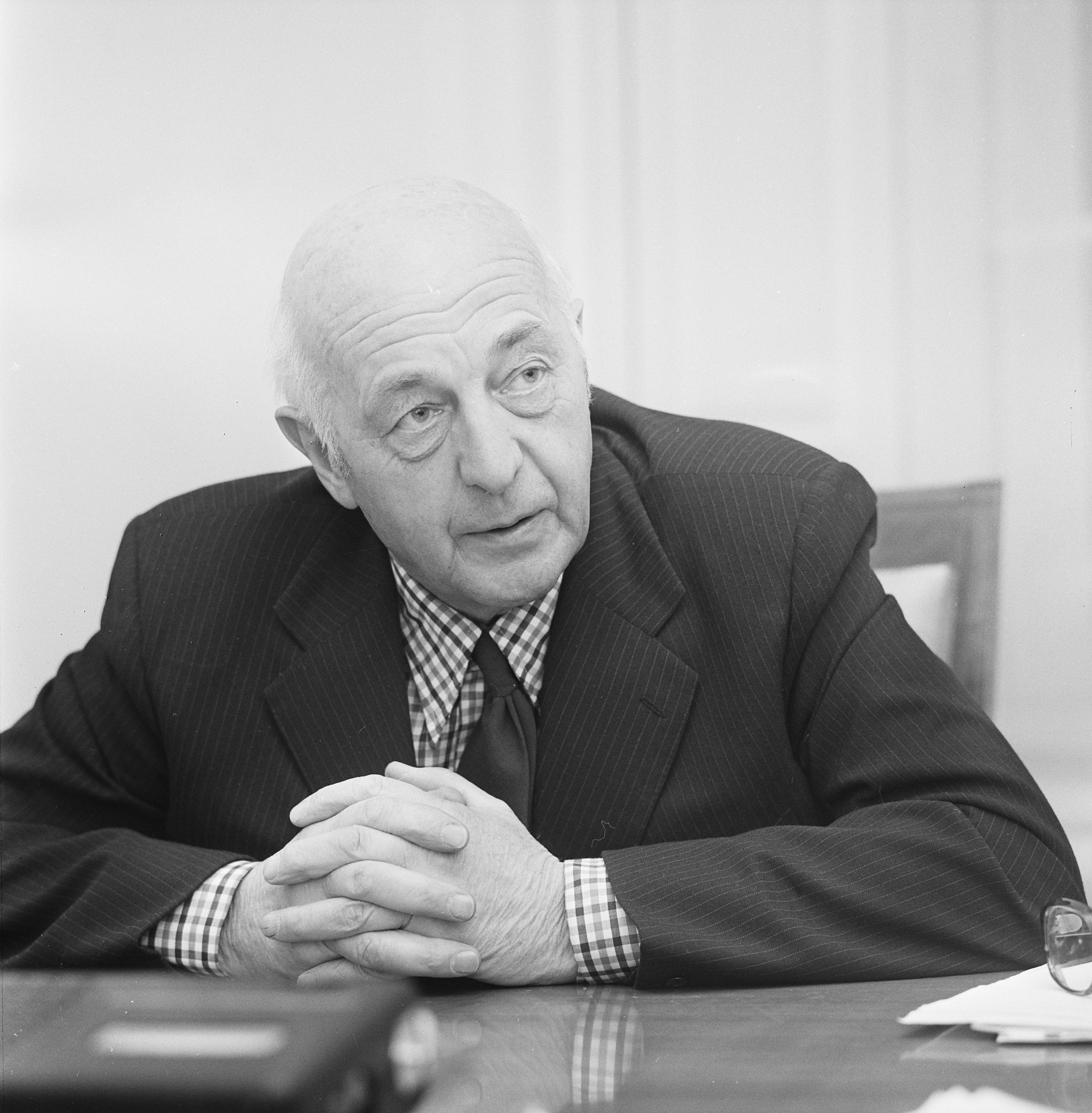
Sicco Mansholt in 1974. Mansholt was onder andere Eurocommissaris, voorzitter van de Europese Commissie en minister van Landbouw Natuur en Voedselkwaliteit. Ook was hij landbouwer en verzetsstrijder tijdens de Tweede Wereldoorlog.

In de onderstaande lijst staan bekende personen die zijn afgestudeerd aan Van Hall Larenstein of een van zijn voorlopers.
- Simon Doorenbos (1891–1980), horticulturist, dendroloog en oud-directeur van de Gemeentelijke Plantsoenendienst Den Haag
- Daan Mulock Houwer (1903–1985), pionier en innovator binnen de Nederlandse kinderbescherming en jeugdzorg
- Hendrik Cool (1905–1957), voormalig NSB-politicus en oud-burgemeester van de voormalige gemeentes Gieten en Beilen
- Sicco Mansholt (1908–1995), verzetsstrijder en voormalig minister, Eurocommissaris en voorzitter van de Europese Commissie
- Aksel Quintus Bosz (1915–1993), voormalig hoogleraar, jurist, militair en districtscommissaris van Nickerie
- Joop Vogt (1927–2012), Eerste Kamerlid en voormalig GroenLinks- en PSP-politicus
- Deryck Ferrier (1933–2022), landbouwkundige, socioloog en oprichter/directeur van het Ceswo in Parimaribo, Suriname
- Sybe Schaap (1946), politiek filosoof en Eerste Kamerlid namens de VVD
- Mélanie de Vroom (1952), bekend steenbeeldhouwster
- Wim van de Camp (1953), CDA-politicus en voormalig Tweede Kamer- en Europees Parlementslid
- Rense Haveman (1957), botanicus gespecialiseerd in de vegetatiekunde
- Jannie Visscher (1961), SP-partijvoorzitter en voormalig wethouder van Groningen en Eindhoven
- André van de Nadort (1962), burgemeester van de gemeente Weststellingwerf
- Breunis van de Weerd (1962), SGP-politicus en burgemeester van de gemeente Nunspeet
- Ben Koks (1963), natuurbeschermer, ornitholoog en oprichter/oud-directeur van de stichting Grauwe Kiekendief
- Carla Moonen (1963), Eerste Kamerlid namens D66 en voormalig dijkgraaf van het waterschap Brabantse Delta
- Nicole Ramaekers-Rutjens (1966), voormalig wethouder van de gemeente Veldhoven en burgemeester van de gemeente Gulpen-Wittem
- Sjoera Dikkers (1969), oud-Tweede Kamerlid namens de PvdA en voormalig directeur van de Evert Vermeer Stichting
- Jaco Geurts (1970), CDA-politicus, voormalig gemeenteraadslid van Barneveld en Tweede Kamerlid
- Sancia van der Meij (1981), marien biologe en bekend onderzoekster van koraalriffen en de krabbenfamilie Cryptochiridae

## Studentenleven

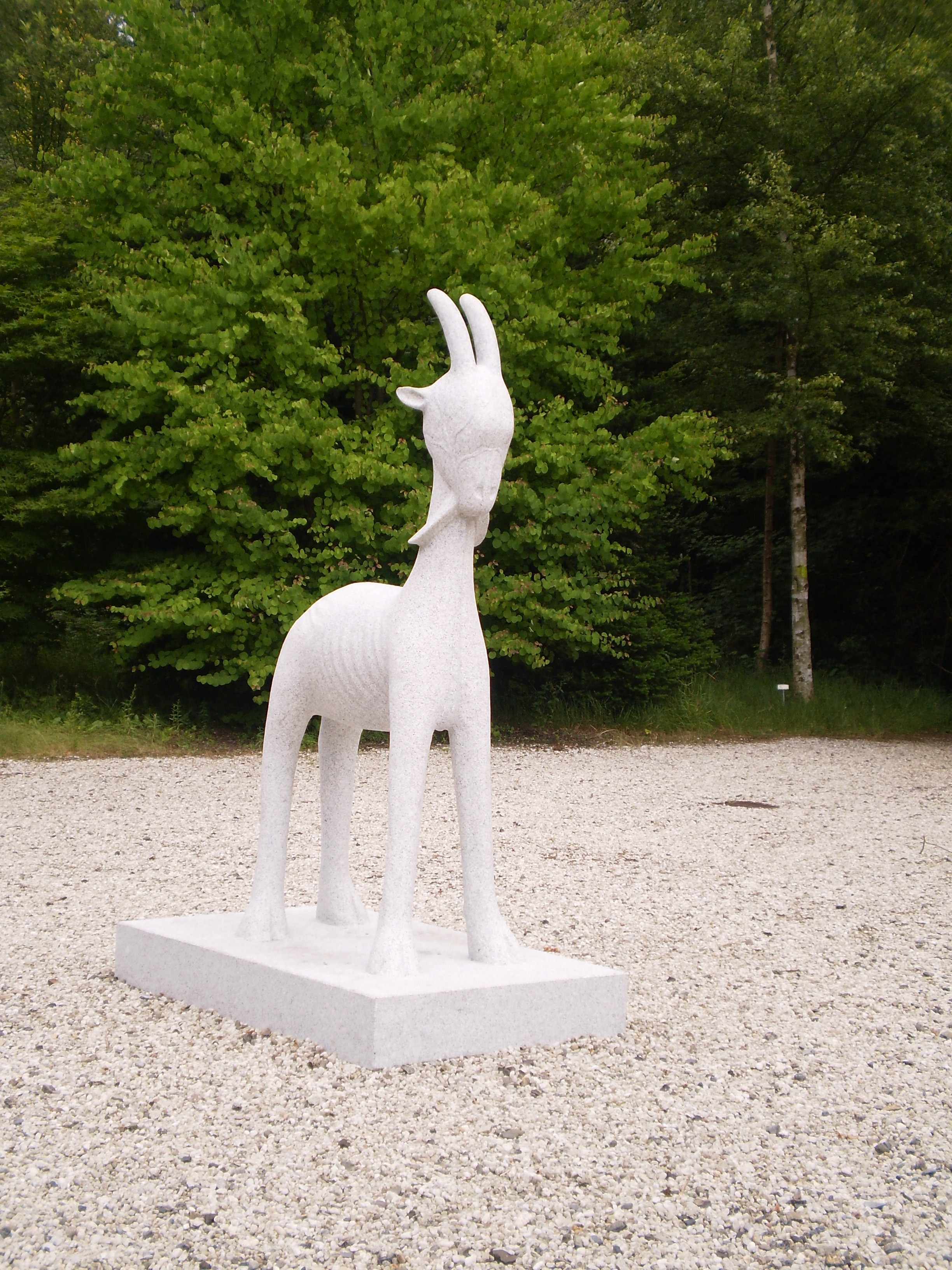
Standbeeld De Geit, in de siertuinen van Landgoed Larenstein. Het beeld is van de Velpse studentenvereniging Arboricultura; het is de oudste studentenvereniging binnen het hoger beroepsonderwijs van Nederland.

Aan de hogeschool zijn per locatie verschillende studentenverenigingen en studieverenigingen gekoppeld. Daarnaast heeft de hogeschool ook nog een aantal werkgroepen die zijn verbonden met specifieke studierichtingen op Van Hall Larenstein.

### Studentenverenigingen
De ondergenoemde studentenverenigingen zijn verbonden aan Hogeschool Van Hall Larenstein.

#### Locatie Leeuwarden
- Sv. Osiris (sinds 1996)

#### Locatie Velp
- Sv. Arboricultura (sinds 1908)
- Sv. Quercus (sinds 1954)

### Studieverenigingen
De ondergenoemde studieverenigingen zijn gekoppeld aan specifieke opleidingen van de hogeschool (niet compleet).

#### Locatie Leeuwarden
- Animoso (sinds 1992), van de opleiding Diermanagement
- Lucentis (sinds 2014), van de opleidingsunit Life Sciences and Technology
- Medusa (sinds 2001), van de opleiding Kust- en Zeemanagement
- Reholitas (sinds 1996), van de opleiding Voedingsmiddelentechnologie
- Hallieu (sinds 1987), van de opleiding Milieukunde
- Mercator, van de opleiding Management van de leefomgeving
- Agri-Ceres (sinds 2021), van de opleidingen BAB (Bedrijfskunde & Agribusiness), IP (Innovatieve Plantenteelt), DV (Dier en Veehouderij) en MV (ad Melkveehouderij)

#### Locatie Velp
- AQfer (sinds 2023), van de opleiding Land- en Watermanagement
- LaarX (sinds 2010), van de opleiding Bos- en Natuurbeheer
- Terra Partum (sinds 2019), van de opleidingen Tuin- en Landschapsinrichting en Management van de Leefomgeving
- Ambrosia (sinds 2017), voor alle opleidingen; heeft een internationale focus[10]

## Fotogalerij

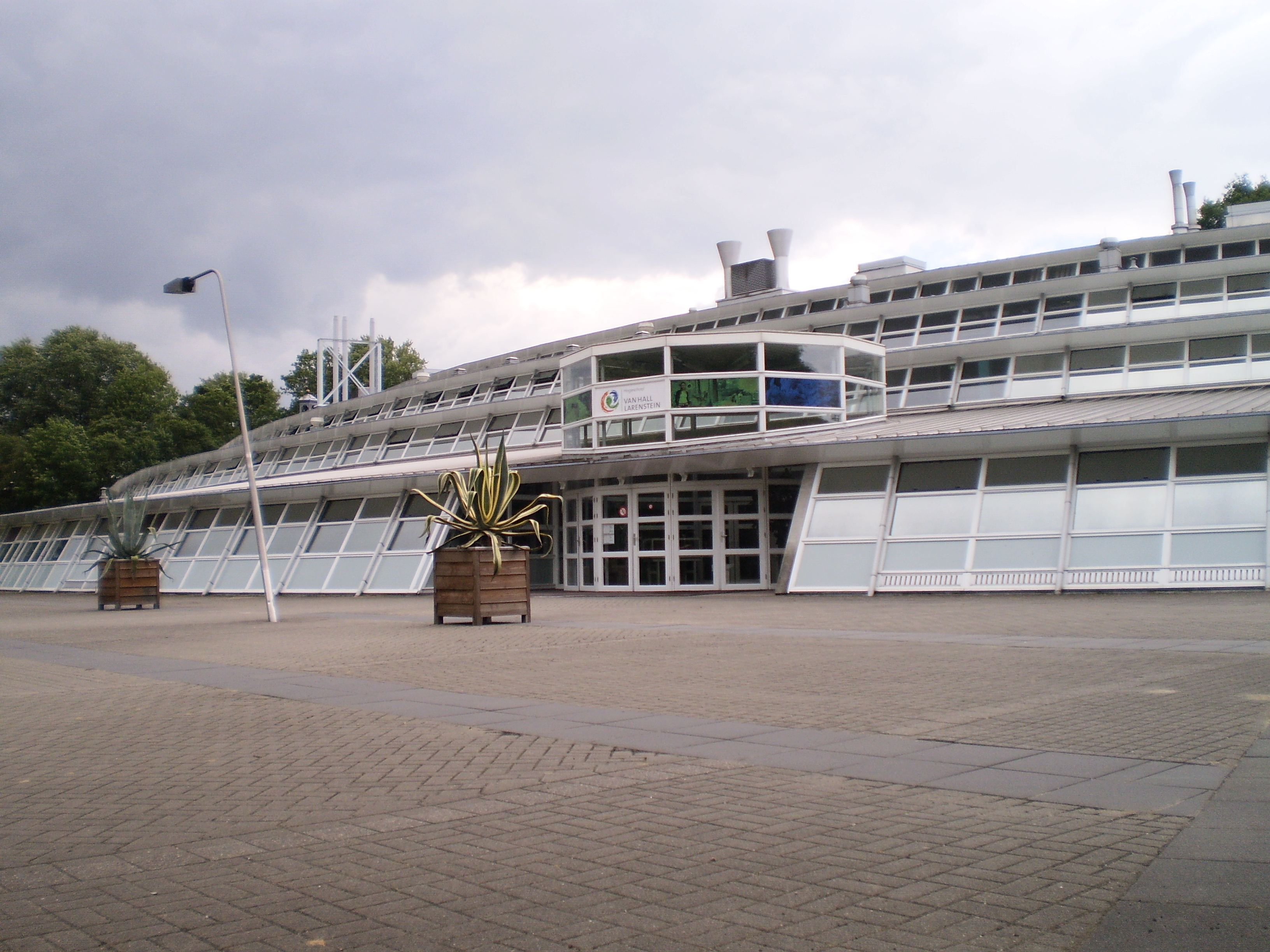
Hoofdingang met het voorplein van de VHL-locatie in Velp
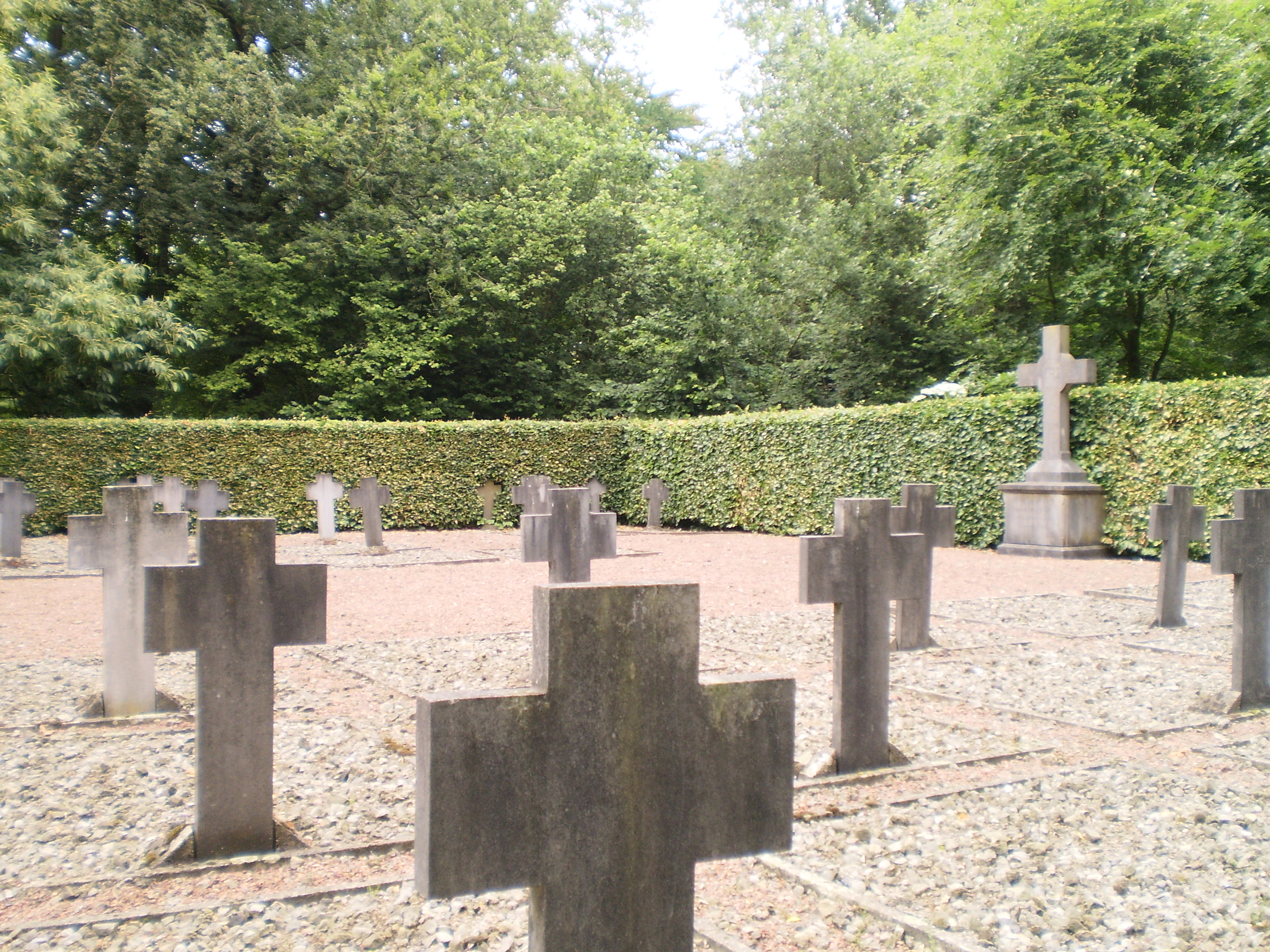
Begraafplaats van het voormalige klooster op Landgoed Larenstein
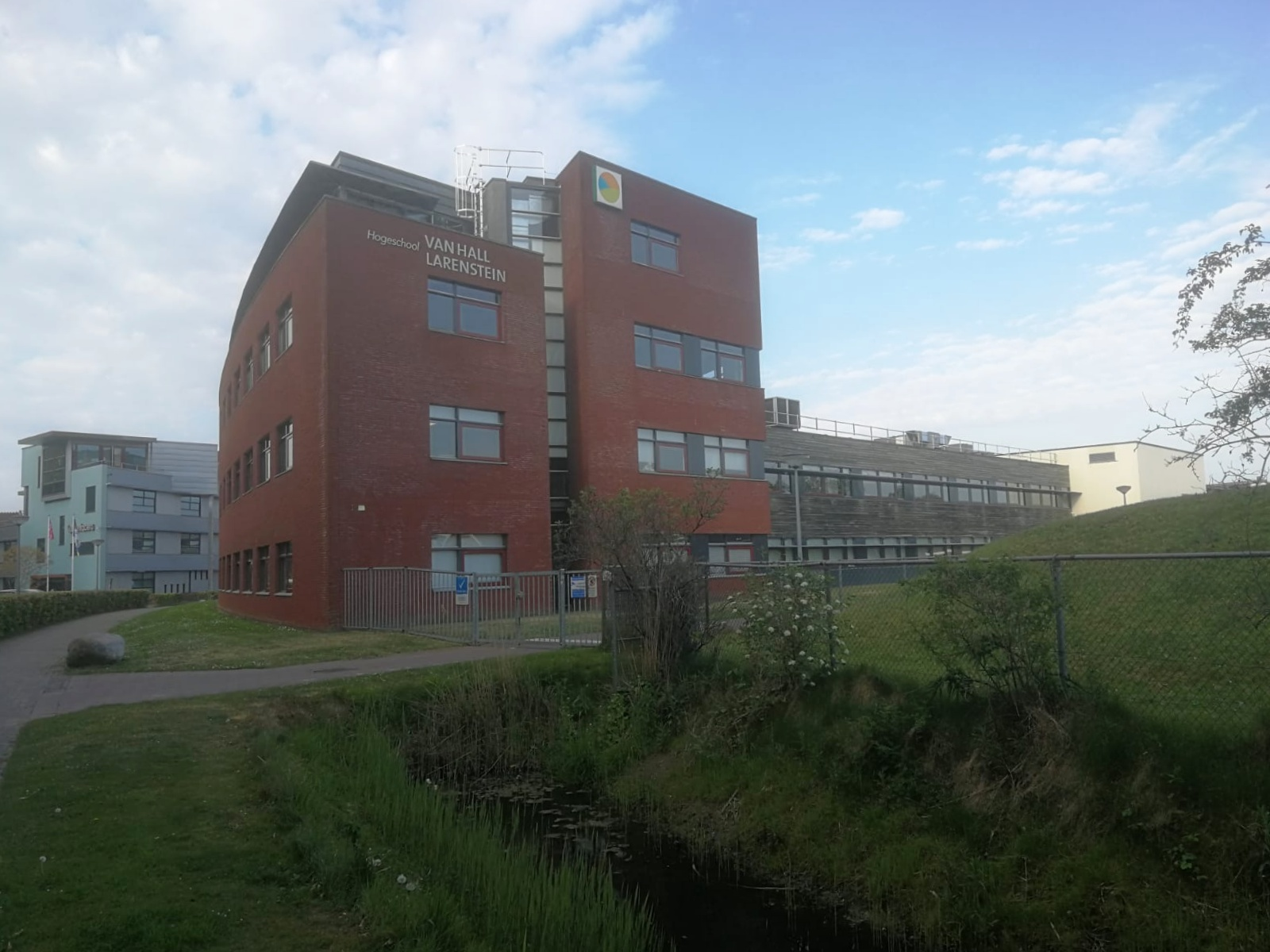
Gebouwen van de campus op de VHL-locatie in Leeuwarden
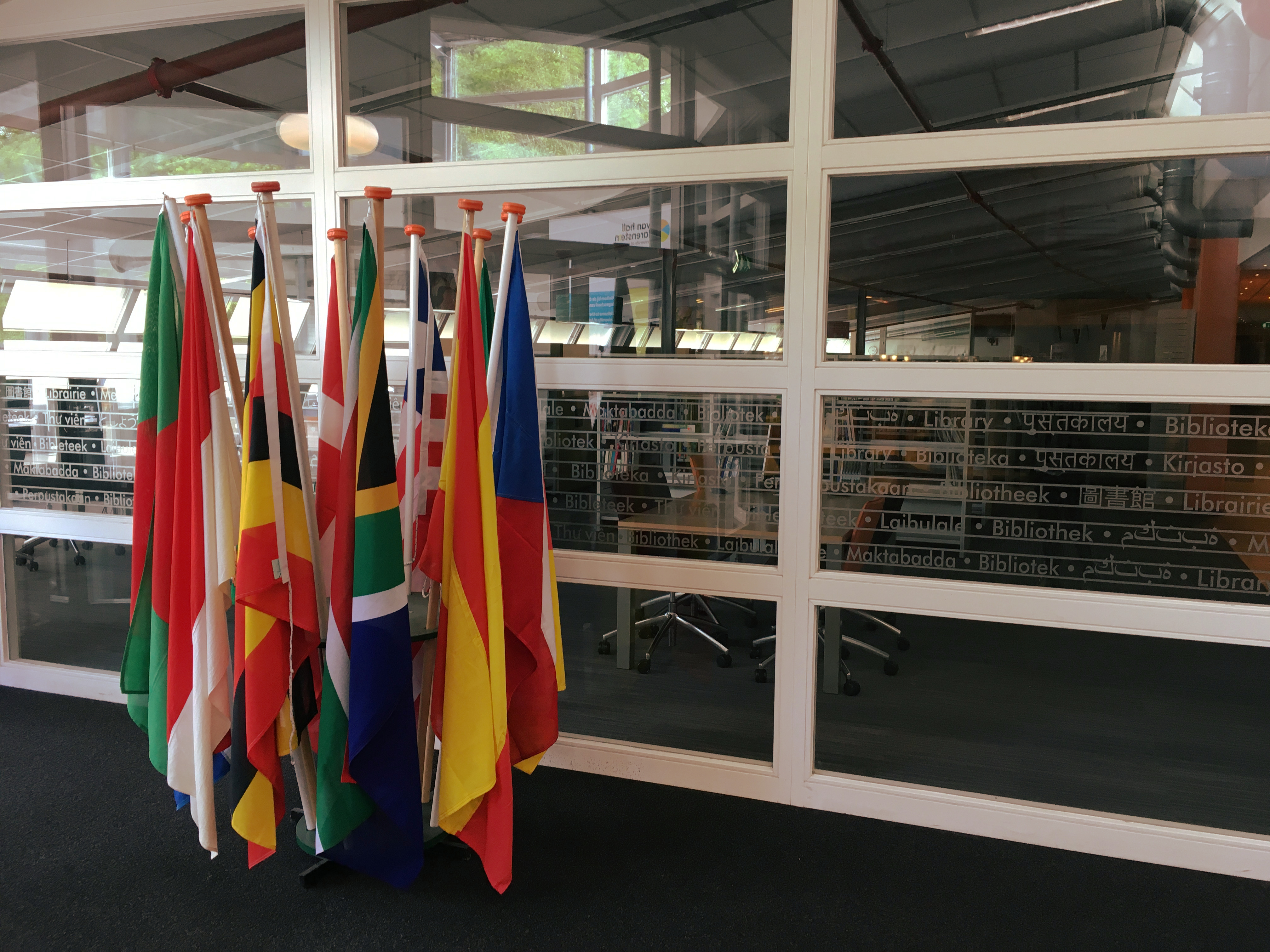
Exterieur van een van de grotere mediatheken op Van Hall Larenstein
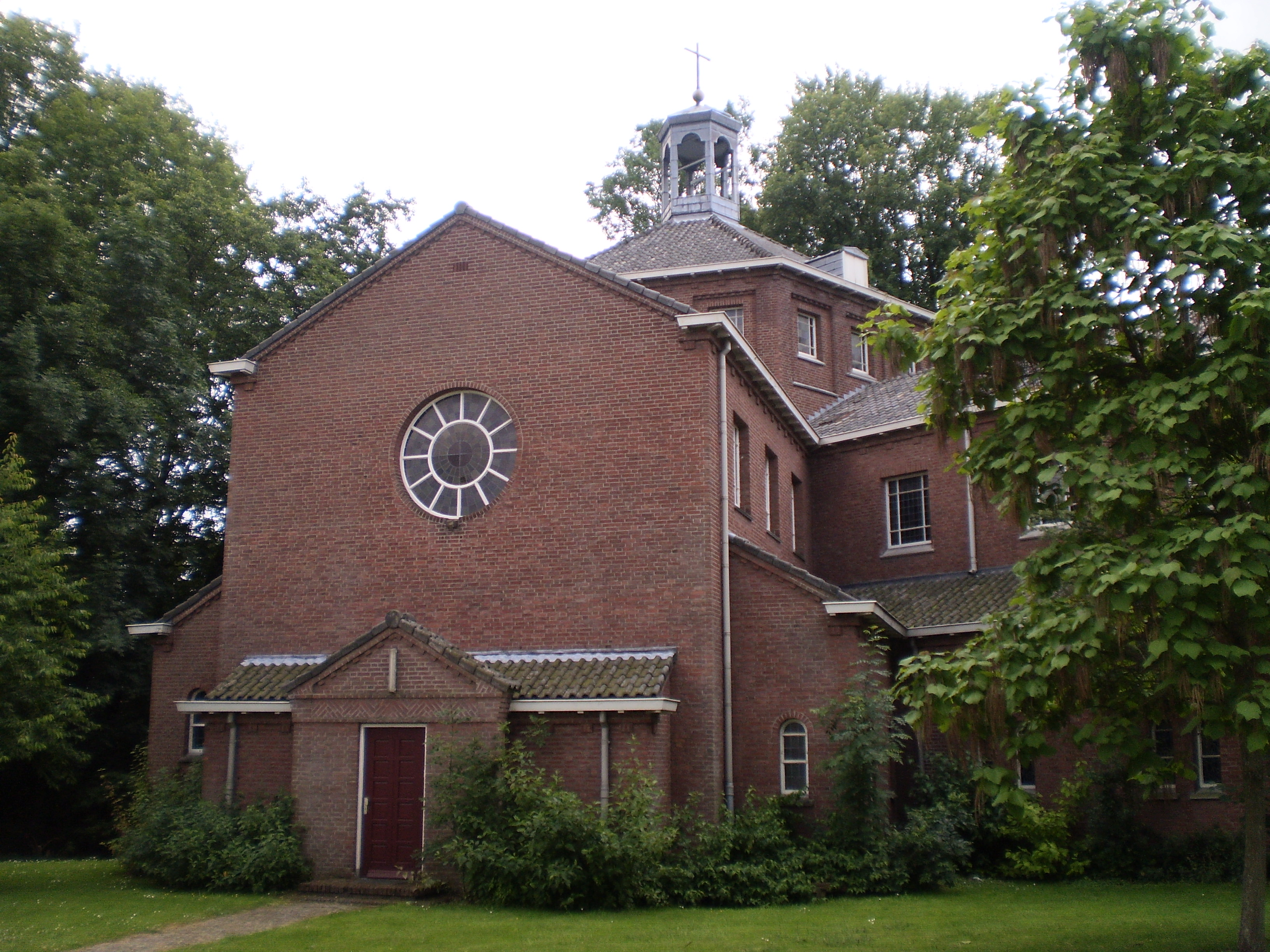
Kapel Larenstein (onderdeel van de campus in Velp)
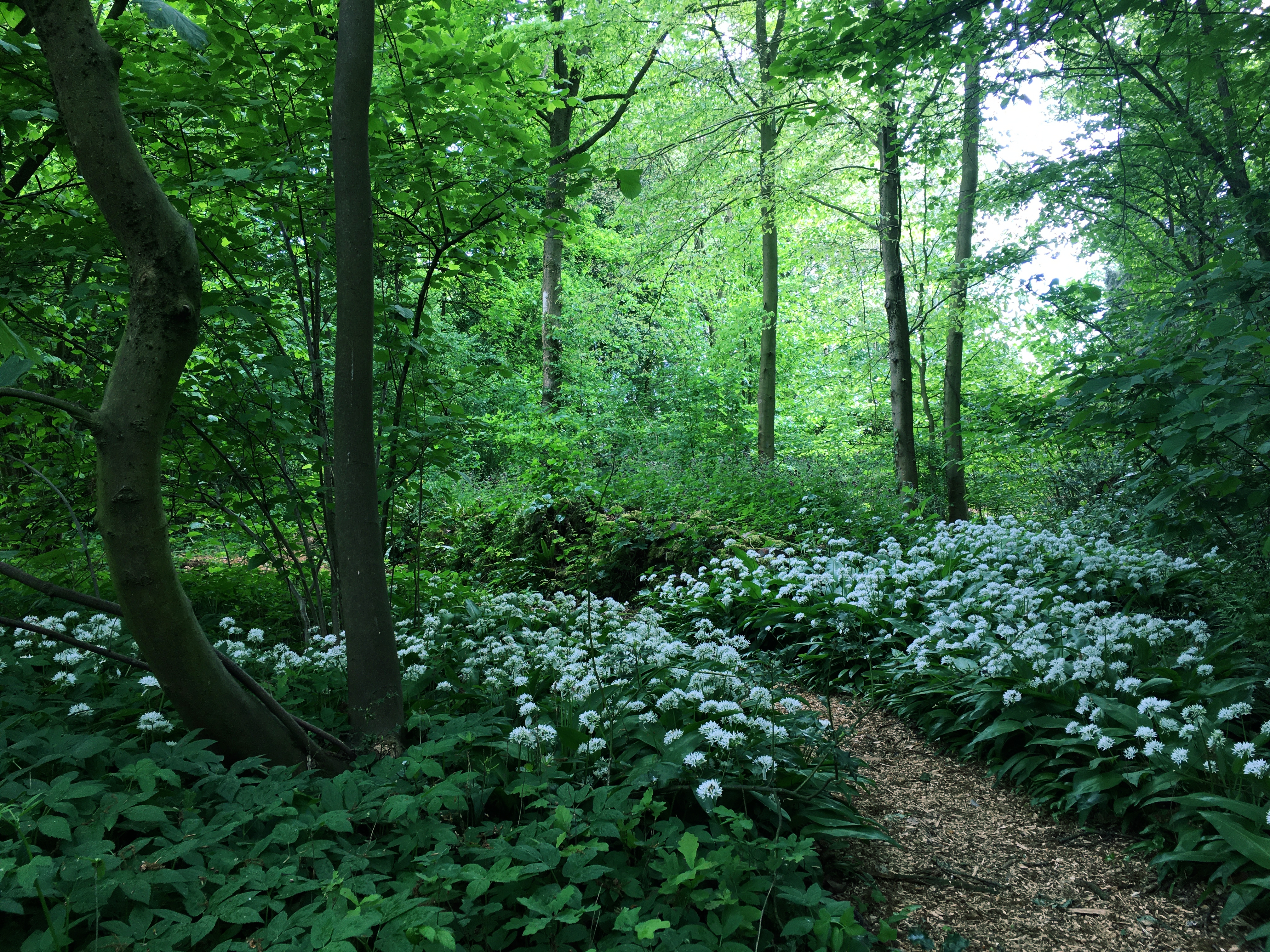
Bos met rijkbloeiende Allium ursinum op Landgoed Larenstein
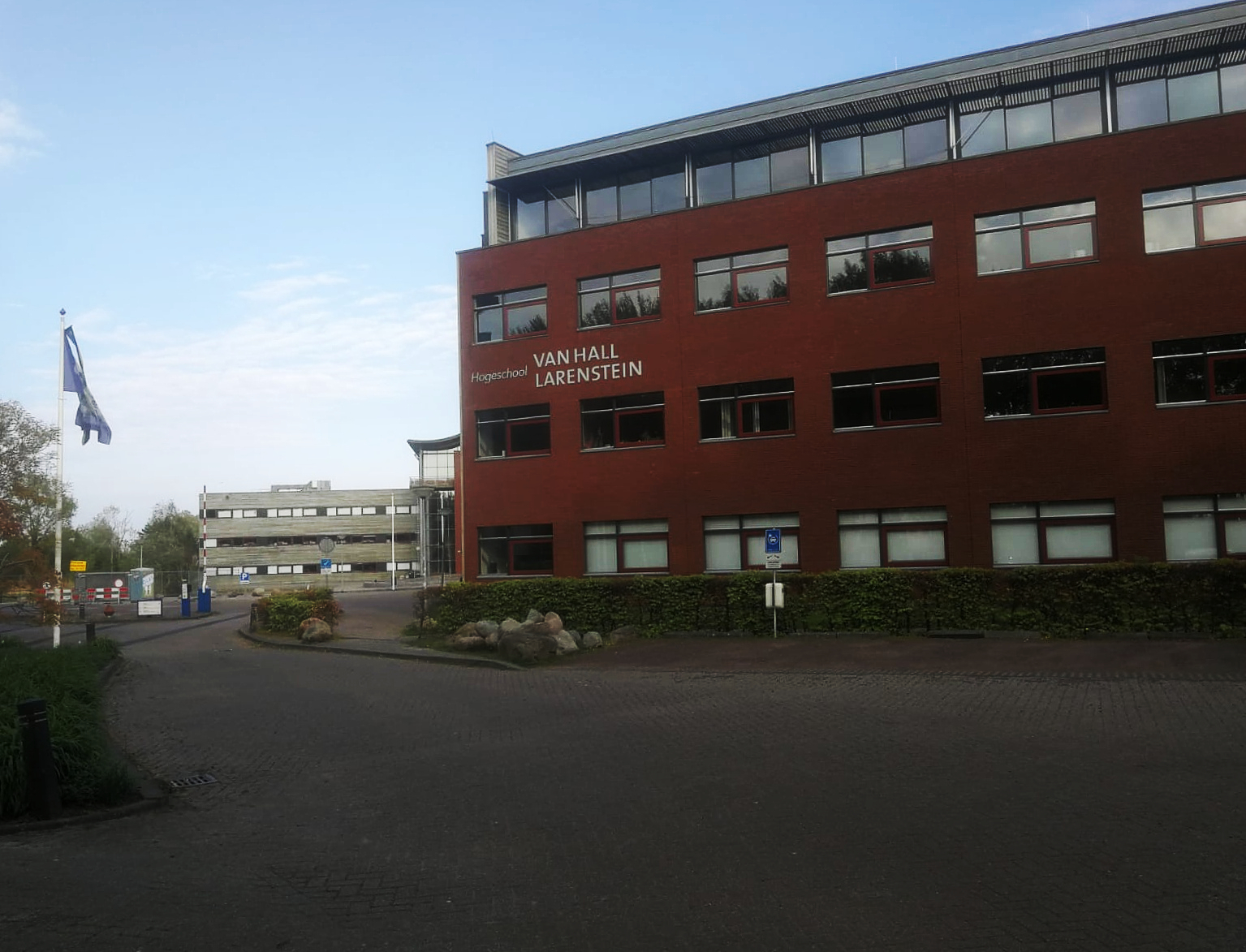
Schoolgebouw en oplaadpunt op de VHL-locatie in Leeuwarden
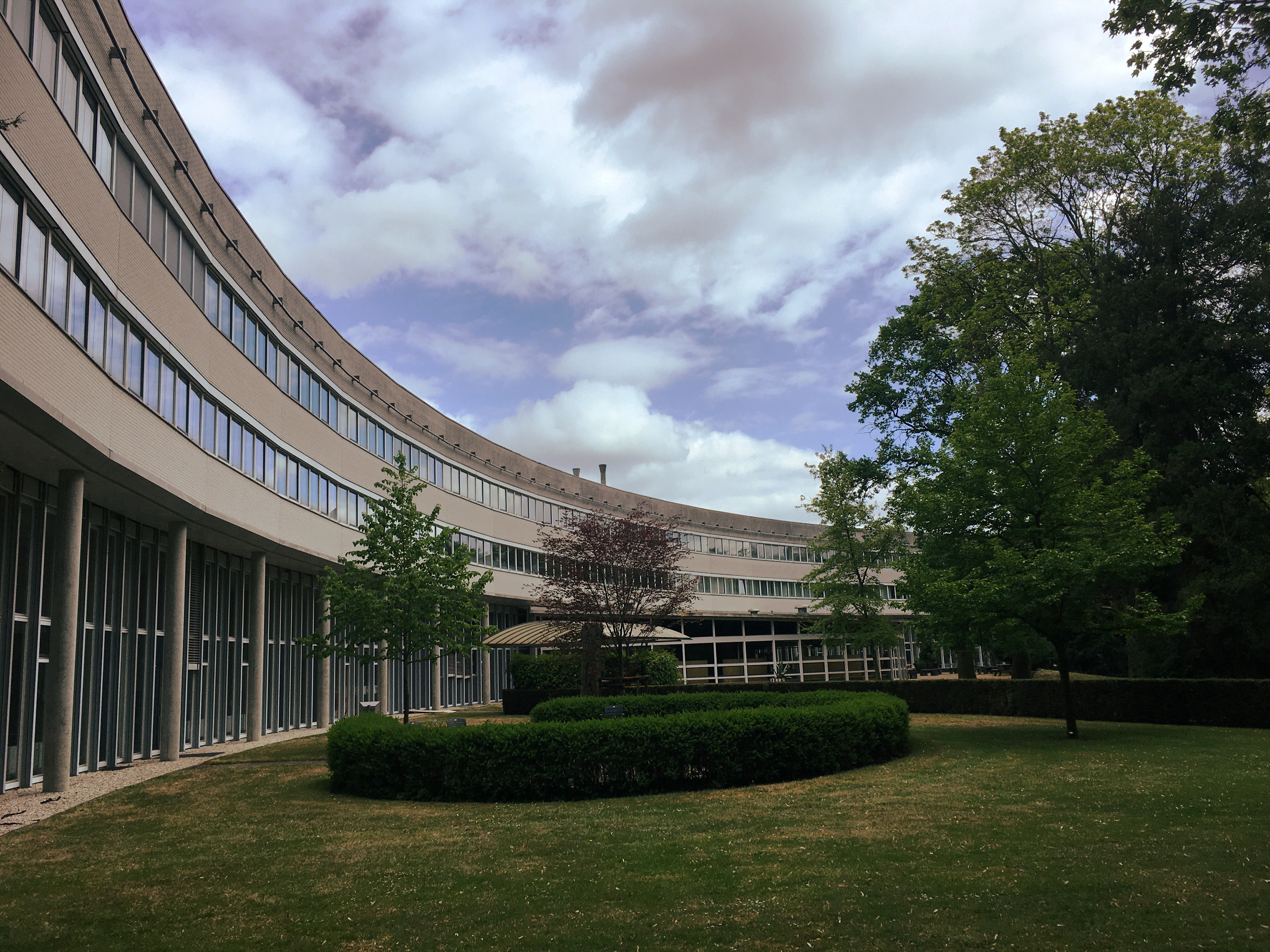
De galerij van het schoolgebouw van de VHL-locatie in Velp
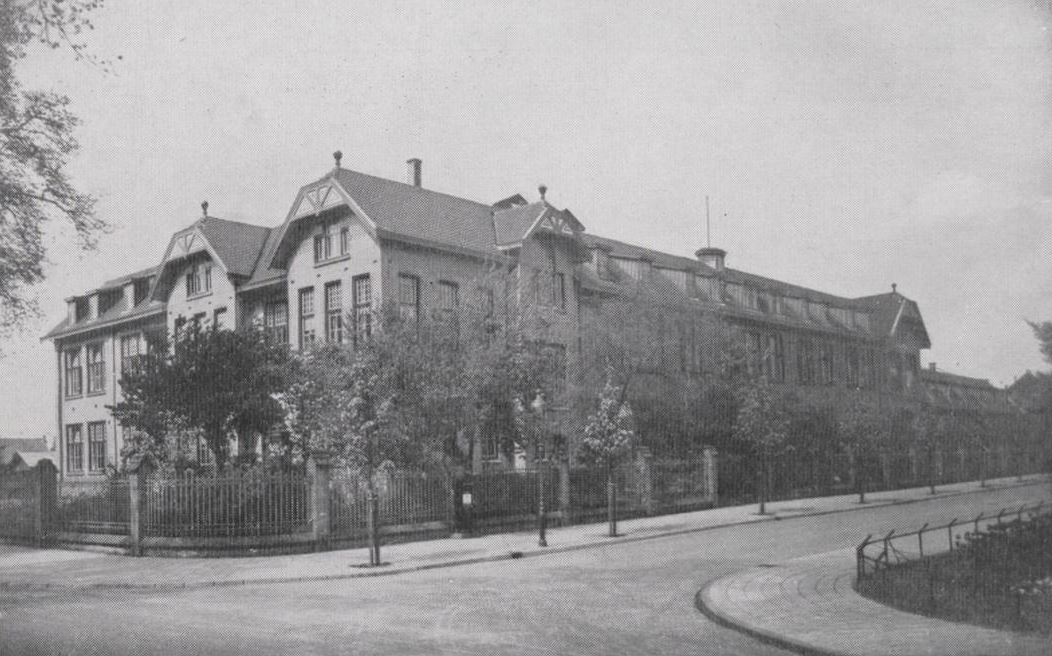
Middelbare Koloniale Landbouwschool te Deventer
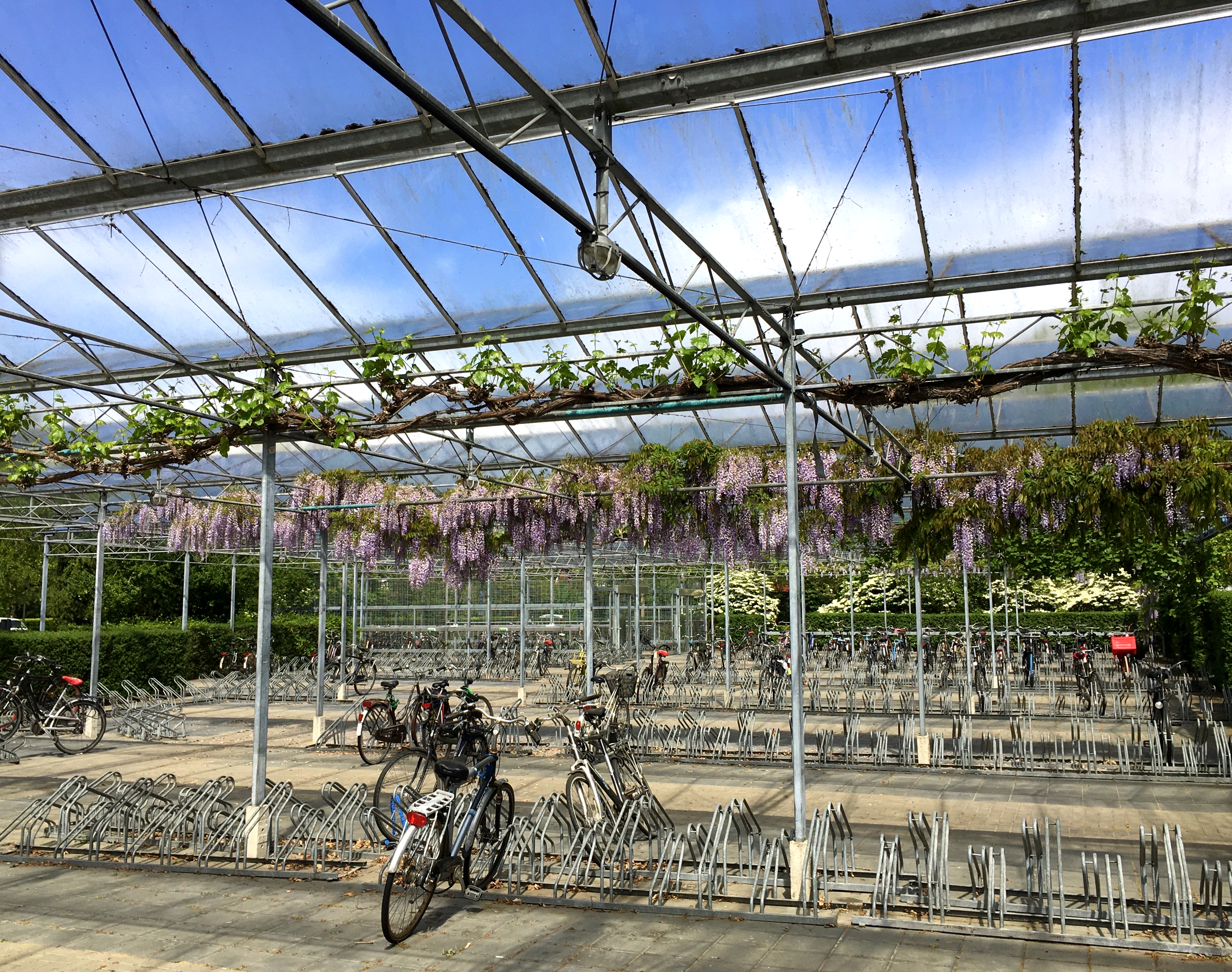
Overdekte fietsenstalling van de hogeschool, begroeid met druif en blauwe regen
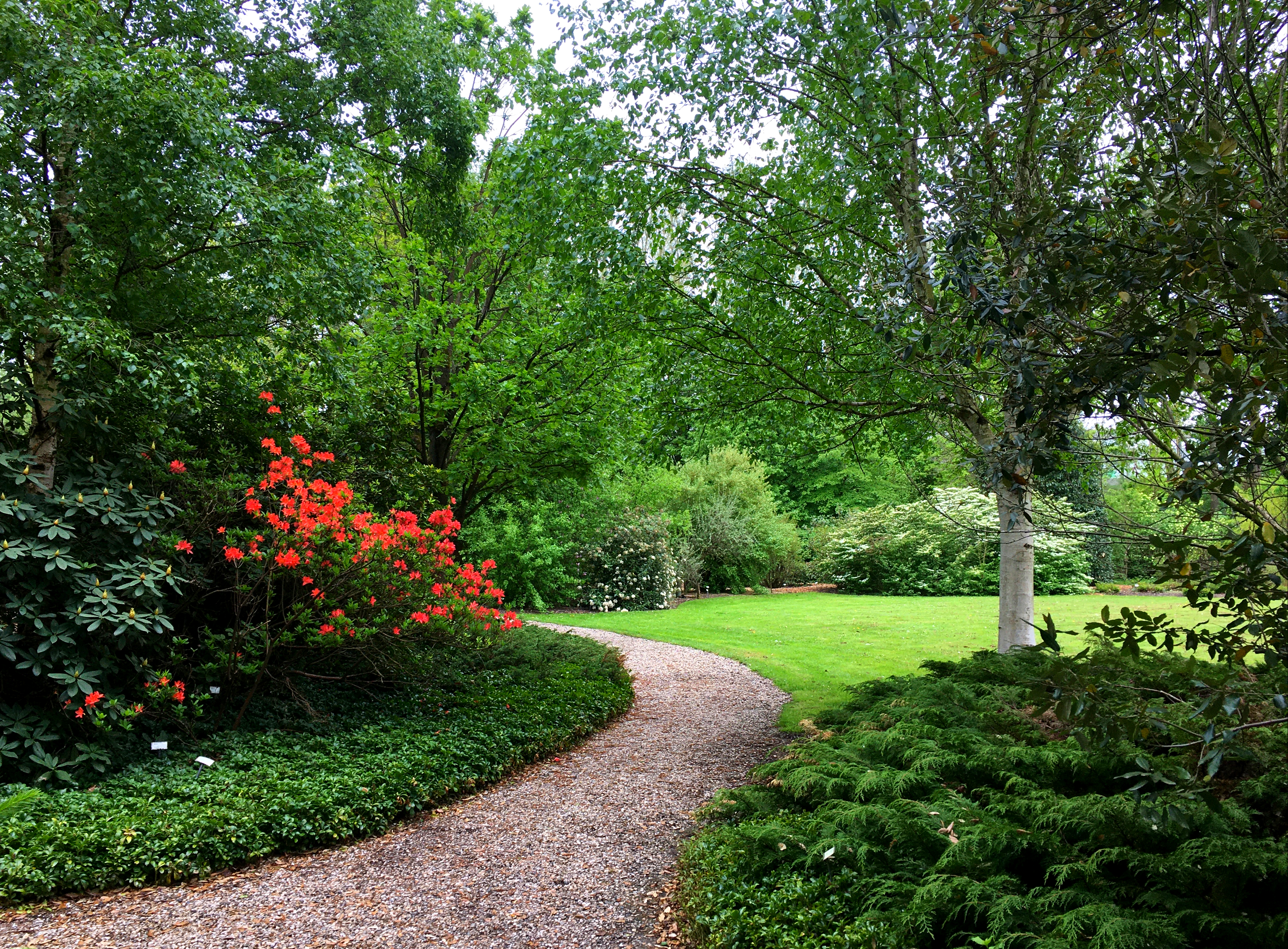
Een gedeelte van de siertuin op het landgoed van de hogeschool
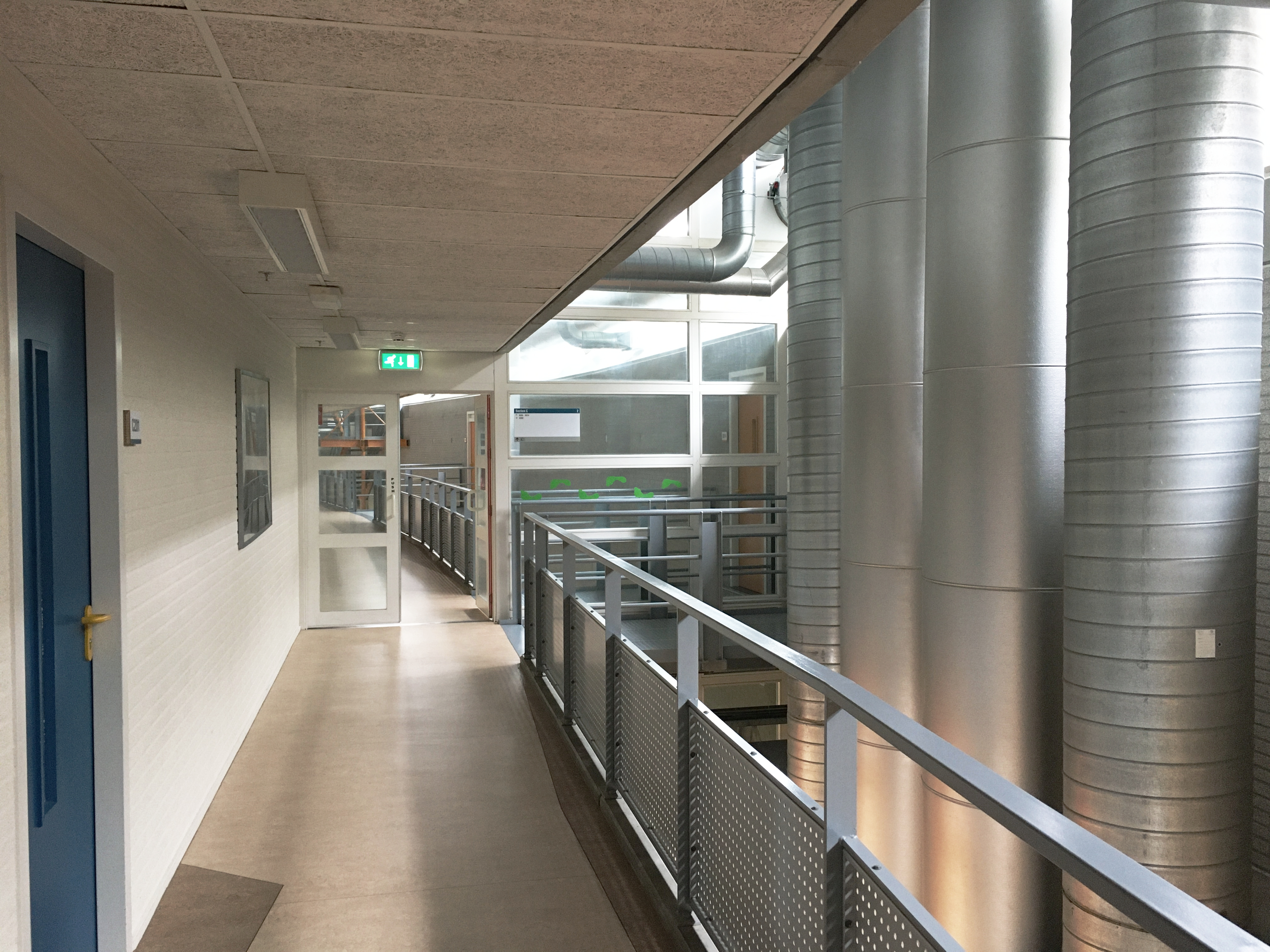
Een gang op de 2e etage, in het gebouw van de locatie in Velp
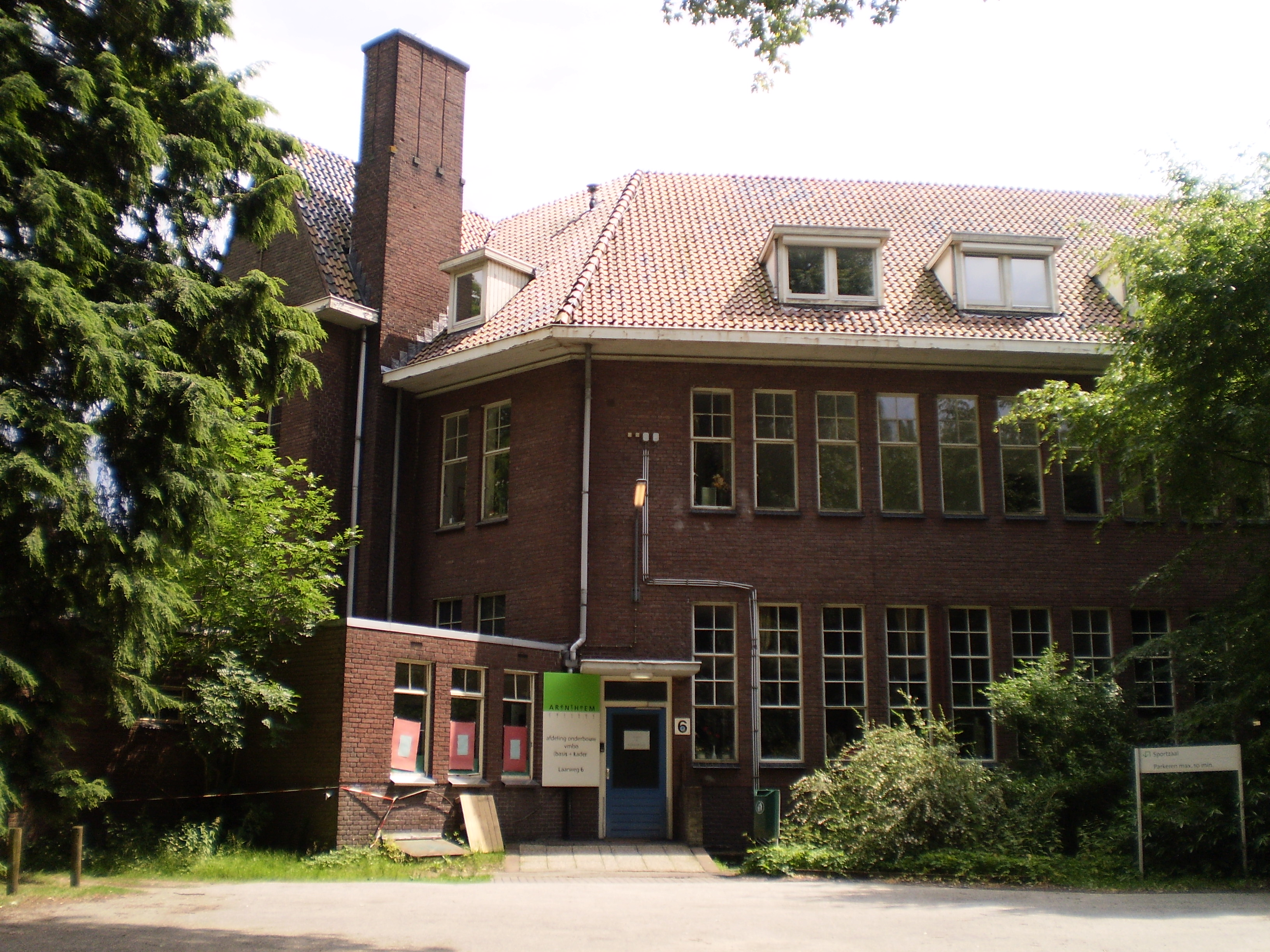
Gebouw van Huize Larenstein (voormalig klooster en kostschool)
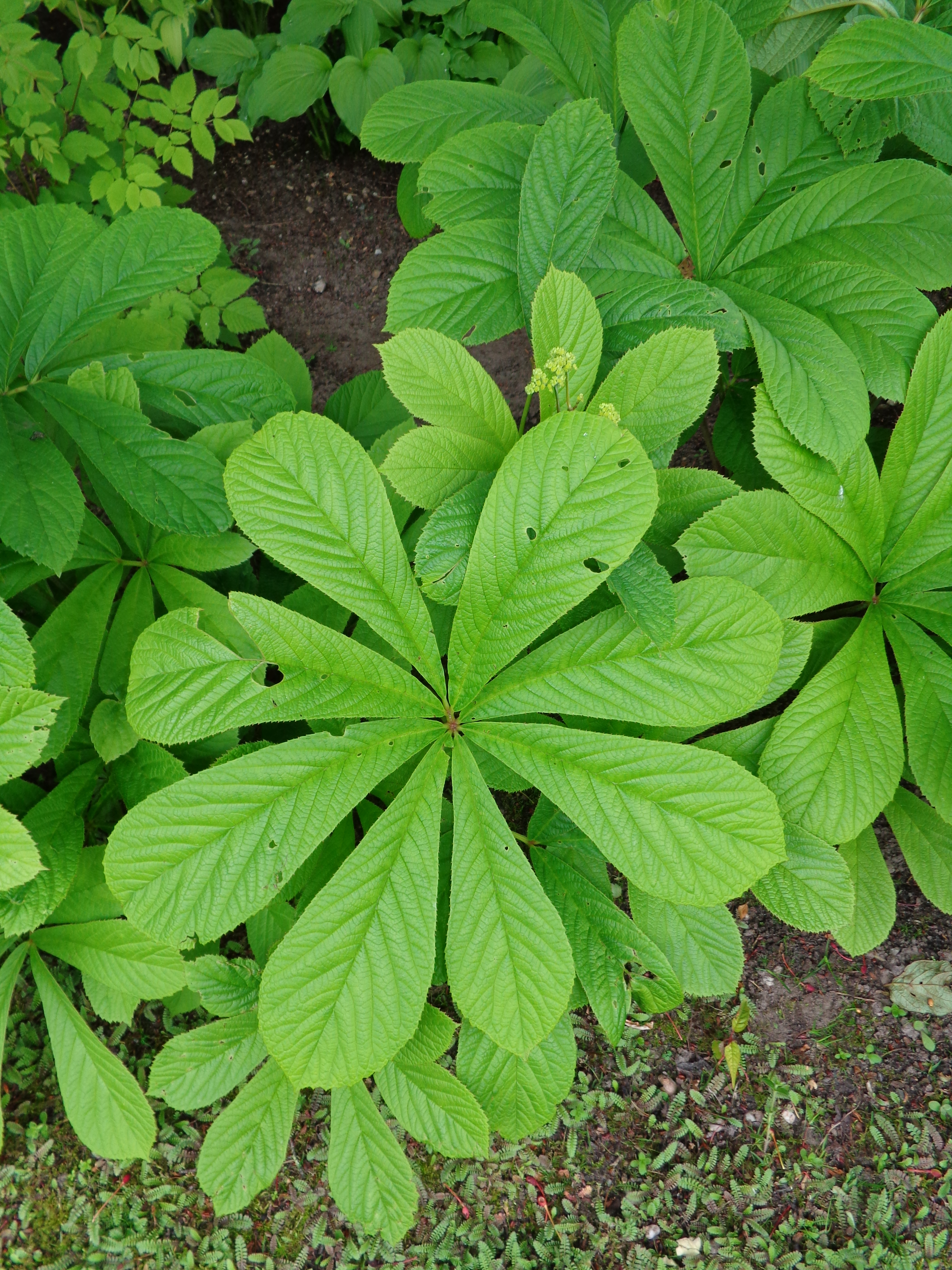
Kastanjebladige astilbe (Rodgersia aesculifolia) op Landgoed Larenstein
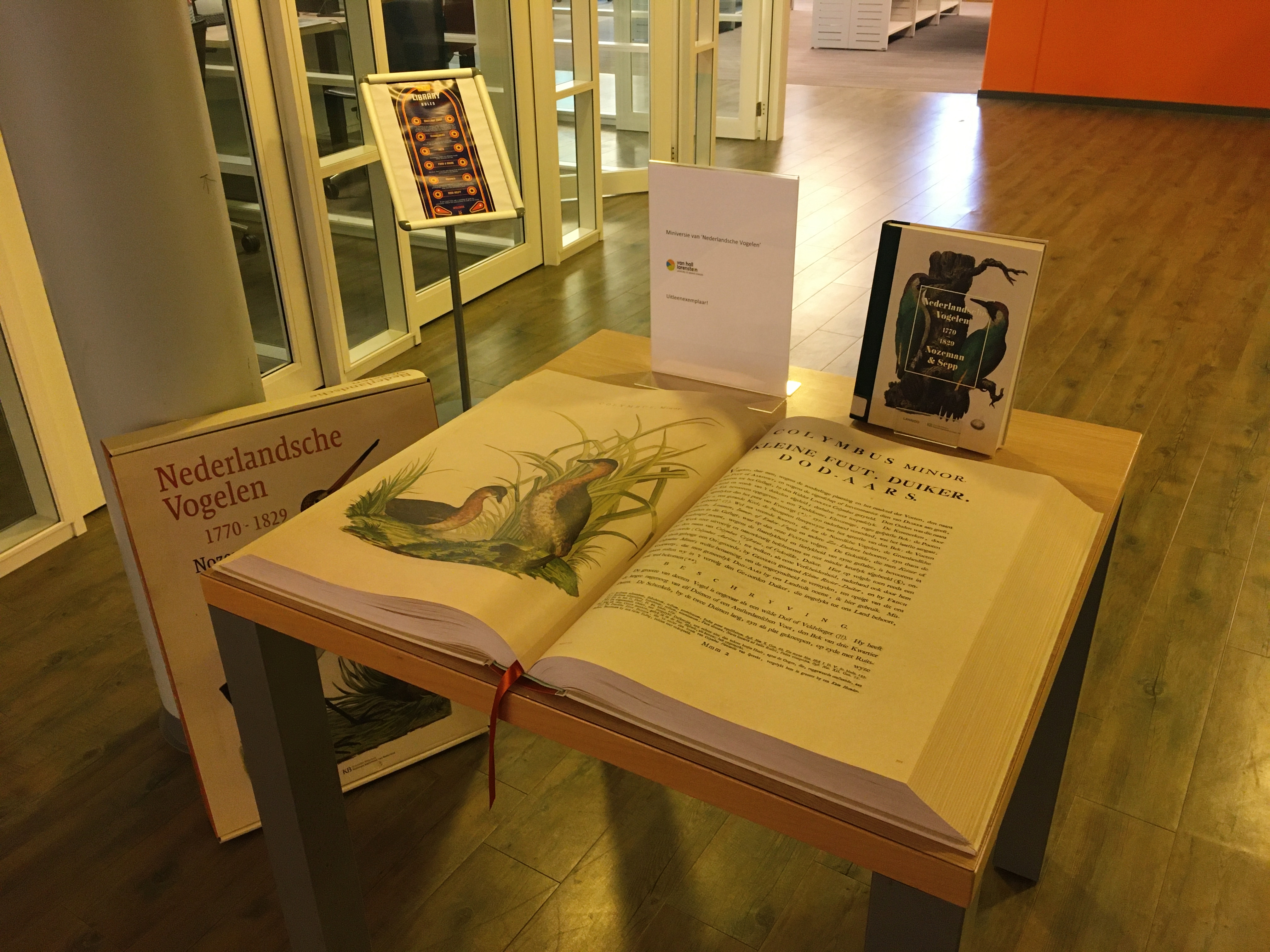
Exemplaar van Nederlandsche vogelen op de locatie in Velp
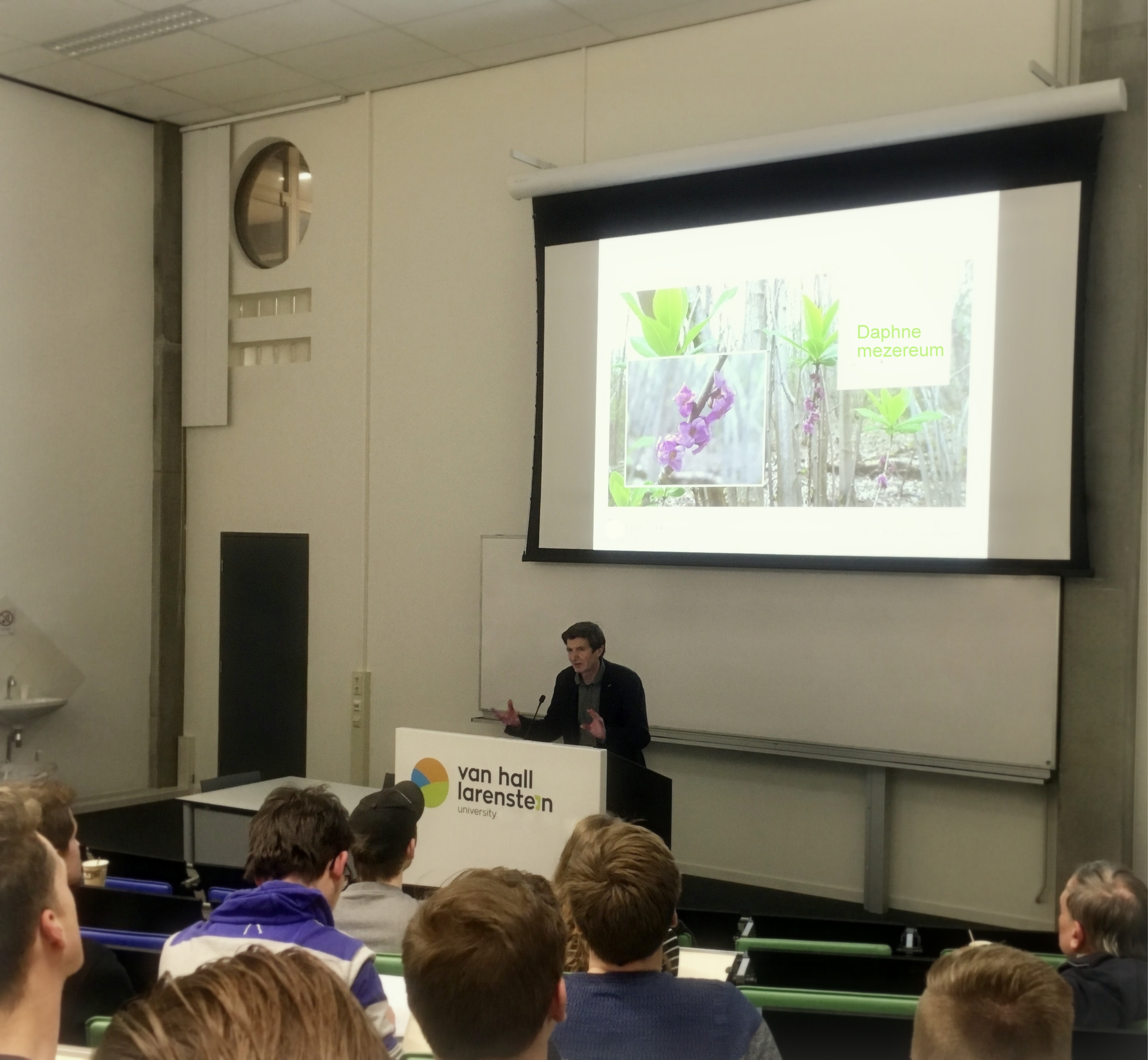
College van botanicus Joop Schaminée bij LaarX op de VHL-locatie in Velp
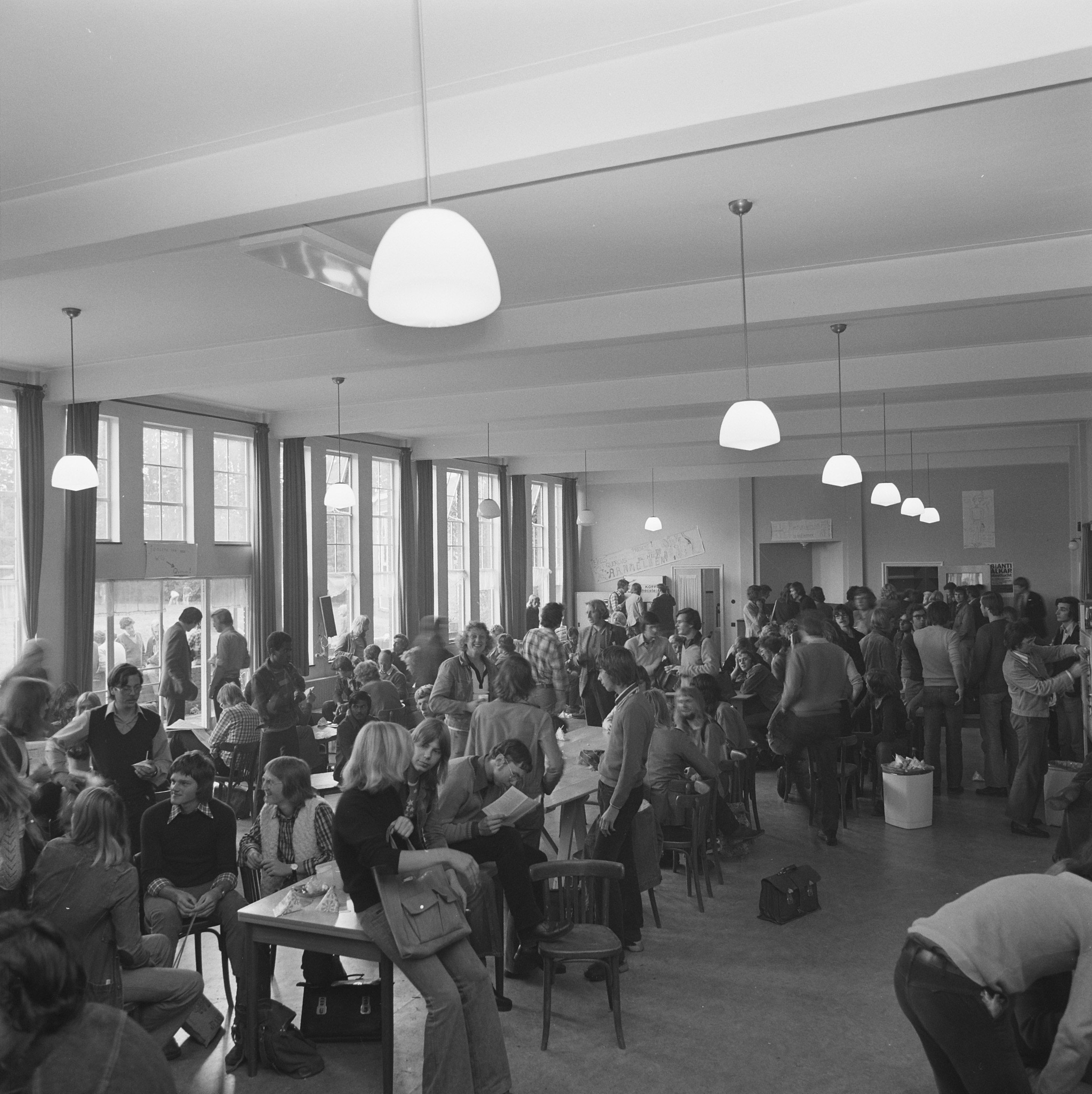
Huize Larenstein, van de HBCS in Velp (foto uit september 1974)